# Peypin
Ne doit pas être confondu avec Peipin ou Peypin-d'Aigues.
Cet article possède un paronyme, voir Pépin.
Peypin est une commune située à 26 km au nord-est de Marseille, dans le département des Bouches-du-Rhône, en région Provence-Alpes-Côte d'Azur, dans le Sud de la France.
Ses habitants sont appelés les Peypinois, Peypinoises.

## Géographie
Dans un paysage de collines provençales, la commune de Peypin est posée sur les contreforts nord du massif du Garlaban pour sa partie nord et sur les contreforts est du massif de l'Étoile. Au sud, l’extrémité septentrionale du massif d’Allauch culmine à 628 m d’altitude au sommet du Pirascas, et 377 m au col des Termes. A l’Est, le col de la Pomme, 316 m d’altitude est une derniere limite avant la montagne de Regagnas, appartenant au massif de la Sainte-Baume.
Le village lui même est situé à 307 m d’altitude, à 21 km au Nord-Est de Marseille, 22 km au Sud-Est d’Aix, 15 km au Sud-Est de Gardanne et 10 km au Sud d'Aubagne. Il est surmonté d'un coté, au sommet de la colline de la Creide, d'un oppidum antique et de l'autre, des ruines d'une forteresse medievale construite sur un rocher à pic. Ces ruines consistent dnas les vestiges d’une salle voûtée de 4 à 6 m et de deux enceintes de remparts dont l’une est flanquée de cinq tours rondes.
Le site est entouré de plusieurs hameaux excentrés aux d'énominations chargées d'histoire: dont Les Pegoulieres, La Rouviere, Les Termes, Auberge Neuve, Bedelin, le Puits Armand, Valdonne, Jaz de Valèze, Pré Gaillard, Mauvaise Bastide, Baume de Marron, Doria, Vert Clos, Font de Branque ...

Communes limitrophes
| Gréasque Saint-Savournin | Belcodène  | La Bouilladisse |
| Cadolive                 | Peypin     | La Destrousse   |
| Allauch                  | Roquevaire | Roquevaire      |

Les communes limitrophes sont  Allauch, Belcodène, Cadolive, Gréasque, La Bouilladisse, La Destrousse, Roquevaire et Saint-Savournin.

### Hydrographie
Entre les deux massifs à Valdonne, se trouve une dépression dans laquelle coule le Merlançon. Cet affluent de l’Huveaune est le seul cours d’eau permanent de la commune. Il reçoit les ruisseaux du Teisset et de la Rouvière, et son débit peut devenir impressionnant voire destructeur lors de precipitations importantes.

### Hameaux
- Valdonne

Sur le Territoire de Valdonne se trouvent deux sites historiques
- le château de Valdonne datant du XVIIIe siècle
- le Château de la Roque Forcade, en réalité une propriété foncière jadis appelée Doria à partir du XIe siecle mais dont les origines remontent à l'époque gallo-romaine[1] comme documenté en 1900 par la découverte de deux plats en argent datant du Ier siècle de notre ère et aujourd'hui conservés au Louvre[2].

### Climat
Pour des articles plus généraux, voir Climat de Provence-Alpes-Côte d'Azur et Climat des Bouches-du-Rhône.
En 2010, le climat de la commune est de type climat méditerranéen franc, selon une étude du Centre national de la recherche scientifique s'appuyant sur une série de données couvrant la période 1971-2000. En 2020, Météo-France publie une typologie des climats de la France métropolitaine dans laquelle la commune est exposée à un climat méditerranéen et est dans la région climatique  Provence, Languedoc-Roussillon, caractérisée par une pluviométrie faible en été, un très bon ensoleillement (2 600 h/an), un été chaud (21,5 °C), un air très sec en été, sec en toutes saisons, des vents forts (fréquence de 40 à 50 % de vents > 5 m/s) et peu de brouillards.
Pour la période 1971-2000, la température annuelle moyenne est de 13,6 °C, avec une amplitude thermique annuelle de 15,7 °C. Le cumul annuel moyen de précipitations est de 721 mm, avec 6,1 jours de précipitations en janvier et 2 jours en juillet. Pour la période 1991-2020, la température moyenne annuelle observée sur la station météorologique de Météo-France la plus proche, « La Destrousse_sapc », sur la commune de La Destrousse à 3 km à vol d'oiseau, est de 14,5 °C et le cumul annuel moyen de précipitations est de 716,4 mm. 
La température maximale relevée sur cette station est de 43,1 °C, atteinte le 28 juin 2019 ; la température minimale est de −13,2 °C, atteinte le 11 février 2012,,.
| Mois                                  | jan.          | fév.           | mars          | avril         | mai         | juin          | jui.          | août          | sep.          | oct.          | nov.          | déc.          | année      |
| ------------------------------------- | ------------- | -------------- | ------------- | ------------- | ----------- | ------------- | ------------- | ------------- | ------------- | ------------- | ------------- | ------------- | ---------- |
| Température minimale moyenne (°C)     | 1,2           | 0,7            | 3,3           | 6,3           | 9,6         | 13,5          | 15,9          | 15,3          | 12,4          | 9,2           | 5,2           | 1,9           | 7,9        |
| Température moyenne (°C)              | 6,6           | 6,9            | 9,8           | 13,1          | 16,7        | 21            | 23,7          | 23,4          | 19,6          | 15,4          | 10,6          | 7,3           | 14,5       |
| Température maximale moyenne (°C)     | 12            | 13             | 16,4          | 19,8          | 23,8        | 28,6          | 31,6          | 31,4          | 26,8          | 21,7          | 16,1          | 12,8          | 21,2       |
| Record de froid (°C) date du record   | −8,5 17.01.17 | −13,2 11.02.12 | −5,4 16.03.13 | −4,1 08.04.21 | 1 07.05.19  | 6,6 13.06.19  | 9,8 15.07.16  | 8,5 18.08.14  | 3,8 21.09.17  | −1,9 22.10.07 | −6 18.11.07   | −6,6 21.12.09 | −13,2 2012 |
| Record de chaleur (°C) date du record | 21,8 28.01.08 | 22,4 24.02.20  | 25,3 30.03.12 | 28,4 21.04.18 | 35 23.05.09 | 43,1 28.06.19 | 39,1 31.07.17 | 40,1 23.08.23 | 35,8 04.09.23 | 30,9 08.10.23 | 24,6 01.11.22 | 22,2 30.12.21 | 43,1 2019  |
| Précipitations (mm)                   | 60,6          | 45,5           | 53,6          | 64,1          | 52,5        | 53,6          | 17,8          | 25,8          | 57            | 99,5          | 111,7         | 74,7          | 716,4      |

| Diagramme climatique                                  |           |             |             |             |              |              |              |            |             |              |             |
| J                                                     | F         | M           | A           | M           | J            | J            | A            | S          | O           | N            | D           |
| 121,260,6                                             | 130,745,5 | 16,43,353,6 | 19,86,364,1 | 23,89,652,5 | 28,613,553,6 | 31,615,917,8 | 31,415,325,8 | 26,812,457 | 21,79,299,5 | 16,15,2111,7 | 12,81,974,7 |
| Moyennes : • Temp. maxi et mini °C • Précipitation mm |           |             |             |             |              |              |              |            |             |              |             |

Les paramètres climatiques de la commune ont été estimés pour le milieu du siècle (2041-2070) selon différents scénarios d'émission de gaz à effet de serre à partir des nouvelles projections climatiques de référence DRIAS-2020. Ils sont consultables sur un site dédié publié par Météo-France en novembre 2022.

## Urbanisme

### Typologie
Au 1er janvier 2024, Peypin est catégorisée ceinture urbaine, selon la nouvelle grille communale de densité à 7 niveaux définie par l'Insee en 2022.
Elle appartient à l'unité urbaine de Marseille-Aix-en-Provence, une agglomération inter-départementale dont elle est une commune de la banlieue,. Par ailleurs la commune fait partie de l'aire d'attraction de Marseille - Aix-en-Provence, dont elle est une commune de la couronne,. Cette aire, qui regroupe 115 communes, est catégorisée dans les aires de 700 000 habitants ou plus (hors Paris),.

### Occupation des sols
L'occupation des sols de la commune, telle qu'elle ressort de la base de données européenne d’occupation biophysique des sols Corine Land Cover (CLC), est marquée par l'importance des forêts et milieux semi-naturels (68,3 % en 2018), en diminution par rapport à 1990 (73,5 %). La répartition détaillée en 2018 est la suivante : 
forêts (32,2 %), milieux à végétation arbustive et/ou herbacée (32,1 %), zones urbanisées (22,3 %), zones industrielles ou commerciales et réseaux de communication (5 %), terres arables (4,2 %), espaces ouverts, sans ou avec peu de végétation (4 %), zones agricoles hétérogènes (0,3 %). L'évolution de l’occupation des sols de la commune et de ses infrastructures peut être observée sur les différentes représentations cartographiques du territoire : la carte de Cassini (XVIIIe siècle), la carte d'état-major (1820-1866) et les cartes ou photos aériennes de l'IGN pour la période actuelle (1950 à aujourd'hui).

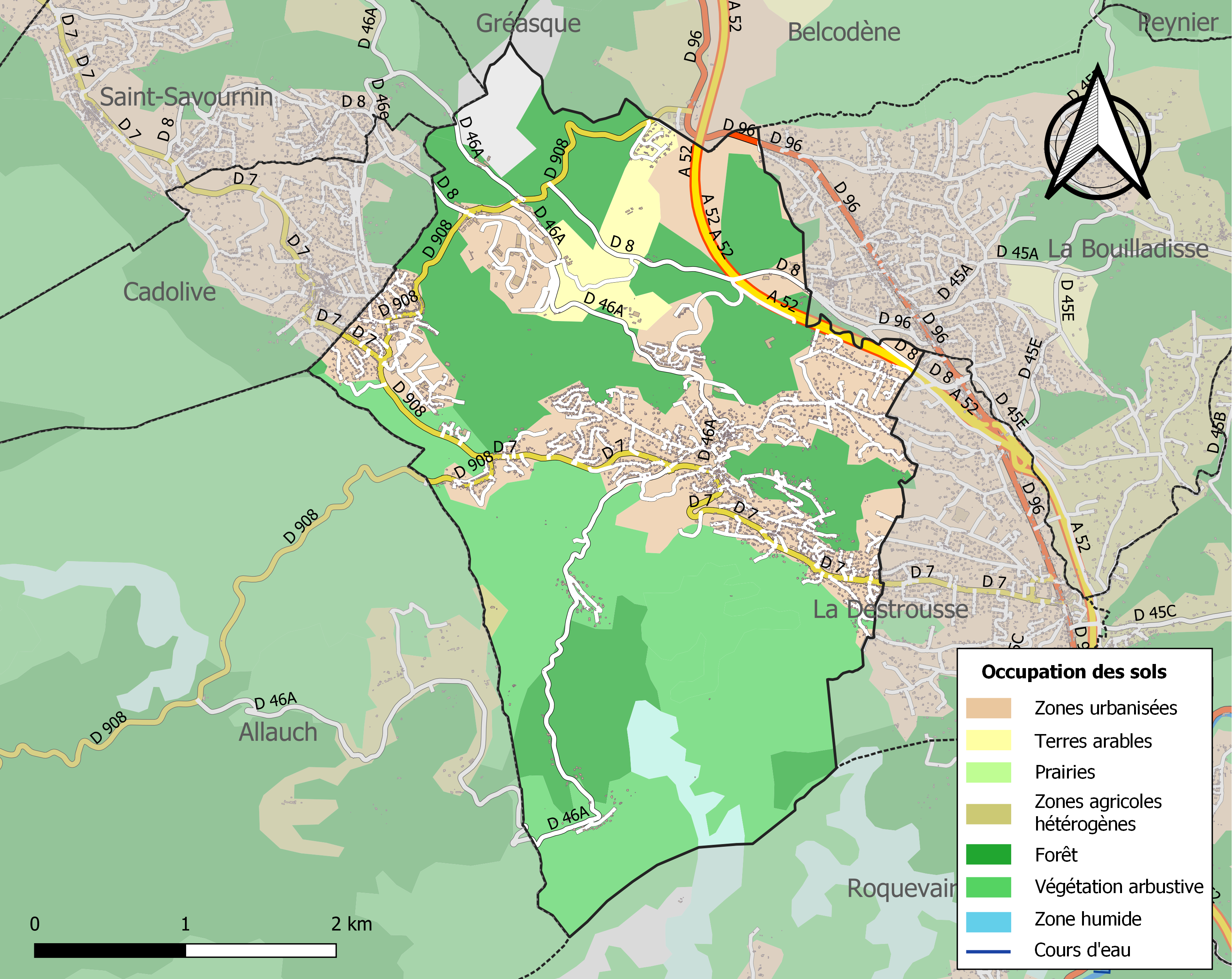
Carte des infrastructures et de l'occupation des sols de la commune en 2018 (CLC).

## Histoire

### Étymologie
L'étymologie de Peypin est liée à son environnement naturel. En effet, jusqu'à XVIIe, les guerres ont raison des chênes et autres bois endémiques. À partir de cette époque, on replante des essences qui poussent vite et sont à la fois sobres et rustiques : les pins, dont on récoltait les pignes dont les graines sont comestibles, le bois qui sert de matériau  de construction, ameublement, outillage et combustible. La résine, suc poisseux ("pégueux") dont on enduit les mèches des torches et dont on fait des essences et des baumes, est récoltée par les pégouliers.
Et c'est ainsi que le village prend le nom de « podio pino », « colline du pin » en vieux français, qui deviendra Peypin

### Evolution

#### Antiquité
Peypin surplombait une partie de la voie Aurélienne reliant Arles à Toulon et permettait de controler une partie de la vallée de l'Huveaune, accès vers Marseille. C'est pourquoi les romains amenagerent cette bretelle de öa Via Aurelia dénommée Via Massilia Trittia, voie de Marseille à Trets.
La plaine fertile de Valdonne porte les traces de plusieurs villae, établissements agricoles de l’époque Gallo-Romaine.

#### Moyen Age

##### Haut Moyen Âge
Aux cimetières romains succèdent des sepultures mérovingiennes, aux ateliers de tuiliers romains, ceux des potiers des Francs mérovingiens puis carolingiens.
A Valdonne, la propriété dite Doria appartennait alors à un M. L. Rostan, fils d'un érudit qui avait attiré l'attention d'archéologues par la qualité des renseignements qu'il a fournis sur le terrain de la découverte. En mars 1900, des ouvriers opérant des défoncements pour la vigne dans la propriété Doria, trouvèrent sous une ancienne aire à blé, à quelques mètres au Nord de la ferme, un amas de décombres et des vestiges de substructions dans lesquels furent découvertes des  tuiles à rebords, de fragments d'amphores et de dolia romains. A 0 m.60 de profondeur, on découvrit deux plats d'argent posés l'un dans l'autre ; ils n'étaient accompagnés d'aucun objet. Ils sont conservés à Paris, au musée du Louvre.
La tradition orale veut qu'il y ait eu une chapelle  sur ce site. Les matériaux romains qu'on y rencontra ont probablement été utilisés à la construction d'un édifice, entre le Ve et le VIIe siècle, époque à laquelle remontent les sculptures et les inscriptions mérovingiennes de l'église voisine de Belcodène

##### Bas Moyen Âge
En 1308, Raimond d’Esparron et Pierre Brémond, coseigneurs d’Auriol et de Peypin, font renouvellement leur serment d'allégeance à Raimond d’Agoult.
En 1316, le chevalier d’Esparron est coseigneur d’Auriol et de Peypin.
En 1328, Burgondion de Roquefeuil, Féraud de Barras et Esparron d'Esparron sont coseigneurs de Peypin.
En 1356, Burgondion de Puyloubier fait hommage pour sa part à Raimond d’Agoult-Sault, seigneur de Trets.
En 1375, Honoré de Roquefort vend à son frère François sa part de la seigneurie et du château pour 200 florins d’or, sous la réserve de l'hommage pour un quart à la baronnie d'Aubagne.
En 1408, la famille de Foresta, baron de Trets, seigneur de Lançon et de Mimet exerent la Justice sur les trois quarts de Peypin, complétée par la baronnie d'Aubagne pour le quart restant mais par un jeu de succession, Peypoin revient en partie à Elzéard de Sabran. C'est alors que les moines de Saint-Victor acquierent la majeure partie des exploitations agricoles des alentours. En 1433, les Sabran cèdent leur part à Lazare Bertrand, notaire à Tourves mais surtout, secrétaire de René Ier d'Anjou (1409 † 1480).
En 1476, Joseph Cassin rend hommage pour la seigneurie de Peypin à Astorge de Peyre, seigneur de Trets. Ses descendants, les Esparron, en conservèrent les droits jusqu'au début du xve siècle.
Au XVe soicle, Peypin était un site pauvre, peu habité, car privé d'affouage, c'est-à-dire du droit de ramasser du bois de chauffage dans les forets malgré les protestations de la population.

#### Renaissance
Au XVIe siècle, la région est envahie par les troupes Impériales de Charles Quint et Peypin est pillée au cours de l’été 1535.
En 1581 l’Evêque de Marseille place l’Eglise sous le patronage de St-Martin et confie au Chanoine Sacristain de la Major, une prébande dont dépend le prieuré de Pichauris.
Pendant les guerres de Religion, en 1593 au début du règne de Henri IV, le château est détruit par les troupes du duc d ’Epernon, Gouverneur de Provence, surnommé « duc de Peypin », car chargé de mettre fin aux troubles de la Ligue et du démantèlement des châteaux-forts de Provence.

#### Revolution
En 1790, Peypin est inclus dans le canton d’Auriol, et y reste jusqu’en l’an IV (1796). En l’an X (1802), Peypin passe dans le canton de Roquevaire.

#### Fin du IIndempire (2 décembre 1852 – 4 septembre 1870)
Par décret du 22 avril 1870, la section de La Destroussedevient une commune distincte ; Peypin perd ainsi 288 hectares et voit son territoire réduit à 1309 hectares de superficie.

### Description du castel
Le castel de Peypin est construit sur un rocher à pic, car le territoire de la commune est très accidenté. De nombreux quartiers gravitent aux alentours : Auberge Neuve, Valdonne. Il existe aussi sur le sommet de la colline de la Creide, un oppidum gallo romain de guet.
Les ruines actuelles se composent de remparts (97m) agrémentés de tours, et d'un donjon avec une salle voûtée.
- Au sommet du site tronait un donjon rectangulaire datant de 1170-1200. Il en reste la base de 7,30 X 5,50 mètres. Ses murs sont épais d'un mètre. Le rez-de-chaussée a reçu plus tardivement une voûte en berceau surbaissé de 4 à 6 m, installée sur un retrait originel destiné à un plancher. À l’époque de la construction de la voûte, la base est rejointoyée avec un mortier rose, contenant une forte proportion de brique pilée, ce qui indique qu’elle est transformée en citerne.
- Deux enceintes de remparts l'entourent, dont l’une est flanquée de 5 tours rondes.

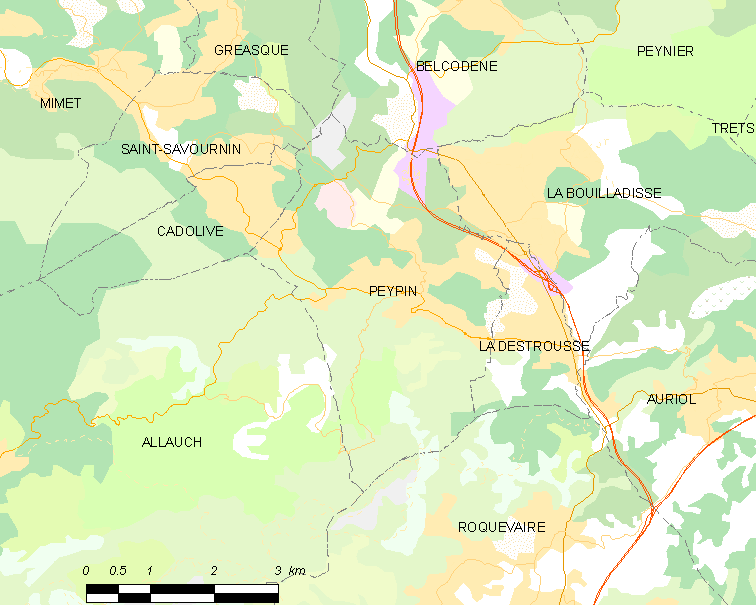
Carte de Peypin et des communes limitrophes, dont La Destrousse.

## Politique et administration

### Liste des maires
| Période                                  | Période       | Identité             | Étiquette | Qualité |
| ---------------------------------------- | ------------- | -------------------- | --------- | --- |
| Les données manquantes sont à compléter. |               |                      |           | |
| 1908                                     | 1917          | Marius Coulomb       |           | |
| 1917                                     | 1922          | Marius Bon           | PRS       | |
| 1922                                     | 1941          | Louis Julien         | PCF       | Mineur, syndicaliste CGTU |
| 1941                                     | 1945          | Délégation spéciale  |           | |
| mai 1945                                 | 1963          | Louis Julien         | PCF       | |
| 1963                                     | 1998          | Élie Garro           | PS        | Maire honoraire |
| mars 1998                                | mars 2008     | Christian Bourrelly  | PS        | |
| mars 2008                                | décembre 2016 | Albert Sale          | DVG       | Retraité Réélu en 2009 et 2014 |
| janvier 2017                             | février 2024  | Jean-Marie Leonardis | DVD       | Dirigreant LJ Therm, Installations frigorifiques Premier adjoint au maire (2014 → 2016) Vice-président du Territoire du Pays d'Aubagne et de l'Étoile Élu à la suite d'une élection municipale partielle |
| février 2024,                            | En cours      | Frédéric Gibelot     |           | Directeur des affaires juridiques et conformité chez MUTUELLE ENTRAIN Premier adjoint au maire (2016 → 2023) Élu à la suite d'une élection municipale partielle                                          |

## Population et société

### Démographie
L'évolution du nombre d'habitants est connue à travers les recensements de la population effectués dans la commune depuis 1793. Pour les communes de moins de 10 000 habitants, une enquête de recensement portant sur toute la population est réalisée tous les cinq ans, les populations de référence des années intermédiaires étant quant à elles estimées par interpolation ou extrapolation. Pour la commune, le premier recensement exhaustif entrant dans le cadre du nouveau dispositif a été réalisé en 2004.

En 2022, la commune comptait 5 612 habitants, en évolution de +3,14 % par rapport à 2016 (Bouches-du-Rhône : +2,48 %, France hors Mayotte : +2,11 %).
| 1793 | 1800 | 1806 | 1821 | 1831 | 1836 | 1841 | 1846 | 1851  |
| ---- | ---- | ---- | ---- | ---- | ---- | ---- | ---- | ----- |
| 652  | 776  | 669  | 844  | 960  | 990  | 966  | 979  | 1 001 |

| 1856  | 1861  | 1866  | 1872 | 1876 | 1881 | 1886 | 1891 | 1896 |
| ----- | ----- | ----- | ---- | ---- | ---- | ---- | ---- | ---- |
| 1 104 | 1 194 | 1 460 | 704  | 752  | 828  | 823  | 843  | 863  |

| 1901 | 1906 | 1911 | 1921  | 1926  | 1931  | 1936  | 1946  | 1954  |
| ---- | ---- | ---- | ----- | ----- | ----- | ----- | ----- | ----- |
| 949  | 991  | 997  | 1 320 | 1 494 | 1 187 | 1 064 | 1 014 | 1 385 |

| 1962  | 1968  | 1975  | 1982  | 1990  | 1999  | 2004  | 2006  | 2009  |
| ----- | ----- | ----- | ----- | ----- | ----- | ----- | ----- | ----- |
| 1 304 | 1 365 | 2 018 | 2 629 | 4 155 | 4 956 | 5 097 | 5 259 | 5 375 |

| 2014  | 2019  | 2022  | - | - | - | - | - | - |
| ----- | ----- | ----- | - | - | - | - | - | - |
| 5 465 | 5 598 | 5 612 | - | - | - | - | - | - |

### Manifestations culturelles et festivités
- Le Printemps des Arts, exposition de tableaux, sculptures, etc.
- Soirée "Beaujolais", repas charcuterie et dégustation du Beaujolais nouveau.
- Fête votive de la Pentecôte avec cavalcade, bal, spectacles, manèges.
- Les Festines, fête de la musique agrémentée par des préparations culinaires proposées par les restaurateurs de la commune.
- Téléthon.

### Personnalités liées à la commune
- Henry de Gérin-Ricard (1864-1944), comte, membre de l'Académie des Sciences ;
- Félix Gouin (1884-1977), né à Peypin ; une plaque commémorative a été apposée sur sa maison natale ;
- Carlo Rim (1902-1989), de son vrai nom Jean Marius Richard, mort le 3 décembre 1989 à Peypin, romancier, essayiste, scénariste, réalisateur, mais aussi dessinateur de presse français.

### Héraldique
Blason de Fond or à quatre cœurs surmontés de tours fortifiées.
Selon les uns, à l’origine les quatre cœurs étaient des pépins de poire que le dessinateur D’Hozier aurait pris pour des cœurs. Quoi qu’il en soit, ces armoiries ne rappellent celles d’aucun seigneur de Peypin et l ’on ne peut en définir valablement l’origine.
On peut trouver sept armoiries différentes sur les murs de l’église de la commune. Elles représentent les blasons des seigneurs qui ont fondé et successivement dirigé Peypin
| Armes de Peypin | Les armes peuvent se blasonner ainsi : D'or aux quatre cœurs de gueules appointés en sautoir. |

## Économie

### Activité Minière
L'activité minière semble avoir commencé au XIIIe siècle au Nord-Ouest du Territoire de Peypin, avant une exploitation plus intensive au XVIIIe avec les mines de M. Roux à Valdonne étendue au XIXe siècle à l'échelle du Bassin minier de Provence. Cette activité a laissé de nombreuses traces dans la région, sur un arc de cercle allant de Trets à Gardanne, et pour ce qui concerne Peypin, Valdonne fit partie de la « Grande Concession C3 » avec la ligne de chemin de fer d'Aubagne à La Barque qui la traversait.
Sept puits se trouvaient sur le territoire de la commune de Peypin : le Puits Saint-François (Peypin Nord 1849-1891), Puits Champisse (Peypin Nord 1851-1890), Puits Lecas (Peypin Nord 1853-1890), Puits Le Cerveau (Peypin Nord 1857-1959), Fendue de Baume de Marron dit Plan incliné 8216 (Peypin Nord 1910-1913), Puits Baume de Marron (Peypin Nord 1922-1954) et Puits Armand (Concession C9, Peypin Sud 1890-1932 puis 1940-1954),

### Agro-Alimentaire
La marque de sirop Moulin de Valdonne (Teisseire), fondée et produite à Peypin des années 1980 jusqu'en 2005, avant d'être transférée à Grenoble.

## Culture et patrimoine
- Le Castellas ou "château-fort" en provençal, forteresse édifiée en 1150 par Pierre Brémond, seigneur d'Auriol, vraisemblablement sur un site gallo-romain dit Solobie, Solobium en latin. Sa destruction, en 1593, advint sous le règne d’Henry IV, lors du démantèlement des châteaux-forts de Provence, sous le commandement du Duc d'Épernon. Les ruines actuelles se composent de deux tours qui encadrent des remparts (97m) et le donjon, salle voûtée.
- Le Château de la Roque Forcade (Ier siecle), ancienne Villa gallo romaine, c'est-à-dire domaine foncier agricole, remanié au XVIIe siecle sous l'appellation de Château de Valdonne par le négociant marseillais Pierre Roux en forme de bastide, c'est-à-dire manoir fortifié avec ferme attenante. Un site minier s'y ajoute, exploité de la fin du XVIIIe jusqu'au milieu du XXe siècle. Il est inscrit à l’inventaire des monuments historiques,
- L'oppidum de la Cride (âge du fer, 1100 av J-C), proche de la carrière d’argile de Peypin, avec une triple enceinte avec porte principale et cases. De la céramique claire, non tournée y fut retrouvée, ainsi que des jarres, des citernes ou dolium ; basalte[35] ;
- Une portion d'un tracé secondaire de la Via Aurelia qui reliait Rome et Arles durant la période antique (Marseille-Pourcieux)[36] devenu par la suite route royale reliant Arles à Toulon.
- Église Saint-Martin de Peypin (1829).
- stèle en l'honneur des Maquisards Leï lou rodaïres (« Les loups rôdeurs » en provençal)´, à Valdonne.